# تل کلی محمد
تل کلی محمد مربوط به دوران‌های تاریخی پس از اسلام است و در شهرستان اقلید، بخش مرکزی، روستای علی‌آباد واقع شده و این اثر در تاریخ ۱۲ بهمن ۱۳۸۱ با شمارهٔ ثبت ۷۳۴۱ به‌عنوان یکی از آثار ملی ایران به ثبت رسیده است.